# Nazaré
Nazaré és un municipi portuguès a la regió del Centre i a la Subregió de l'Oeste. L'any 2004 tenia 14.904 habitants. Limita al nord, est i sud amb Alcobaça i a l'oest amb l'oceà Atlàntic.
Nazaré és d'ençà 20 anys una destinació de surf molt popular internacionalment a causa de les ones molt altes que es formen per la presència del canyó submarí de Nazaré. El canyó augmenta i fa convergir les ones oceàniques entrants que, juntament amb el corrent d'aigua local, fan augmentar dràsticament l'alçada de les ones.

## Població
| Població del concelho de Nazaré (1801 – 2004) | Població del concelho de Nazaré (1801 – 2004) | Població del concelho de Nazaré (1801 – 2004) | Població del concelho de Nazaré (1801 – 2004) | Població del concelho de Nazaré (1801 – 2004) | Població del concelho de Nazaré (1801 – 2004) | Població del concelho de Nazaré (1801 – 2004) | Població del concelho de Nazaré (1801 – 2004) | Població del concelho de Nazaré (1801 – 2004) |
| --------------------------------------------- | --------------------------------------------- | --------------------------------------------- | --------------------------------------------- | --------------------------------------------- | --------------------------------------------- | --------------------------------------------- | --------------------------------------------- | --------------------------------------------- |
| 1801                                          | 1849                                          | 1900                                          | 1930                                          | 1960                                          | 1981                                          | 1991                                          | 2001                                          | 2004                                          |
| 2877                                          | 4277                                          | 8393                                          | 10406                                         | 13511                                         | 15436                                         | 15313                                         | 15060                                         | 14904                                         |

## Freguesies
- Famalicão
- Nazaré
- Valado dos Frades

## Història i llegenda
Els assentaments originals estaven situats a Pederneira i a Sítio, sobre la platja. Aquests proveïen els habitants amb bases segures contra les incursions dels pirates barbarescos, francesos, anglesos i neerlandesos, que van durar fins a començaments del segle xix.
Segons la Llegenda de Nazaré, la ciutat pren el nom d'una petita estàtua de la Verge Maria, portada per un monjo el segle IV des de Natzaret, Terra Santa, a un monestir proper a la ciutat de Mèrida, i va ser portada al seu lloc actual el 711 per un altre monjo, Romano, acompanyat per Roderic, l'últim rei visigot. Després de l'arribada de Romano a la costa, aquest va decidir fer-se eremita. El monjo va viure i va morir a una petita gruta, al cim d'un penya-segat sobre el mar. Després de la seva mort, i seguint els desitjos dels monjos, el rei va enterrar-lo a la gruta, on hi va deixar l'estàtua de la Verge Maria.
L'any 1377, el rei Ferran I de Portugal va fundar una nova església, més espaiosa, que va ser totalment transformada entre els segles xvi i XIX. L'Església de Nossa Senhora da Nazaré és un ric edifici barroc, amb esplèndides rajoles al seu interior. Darrere i per sobre de l'altar principal el visitant pot veure i venerar la miraculosa estàtua de Nostra Senyora de Nazaré.